# Baroli-Tempel

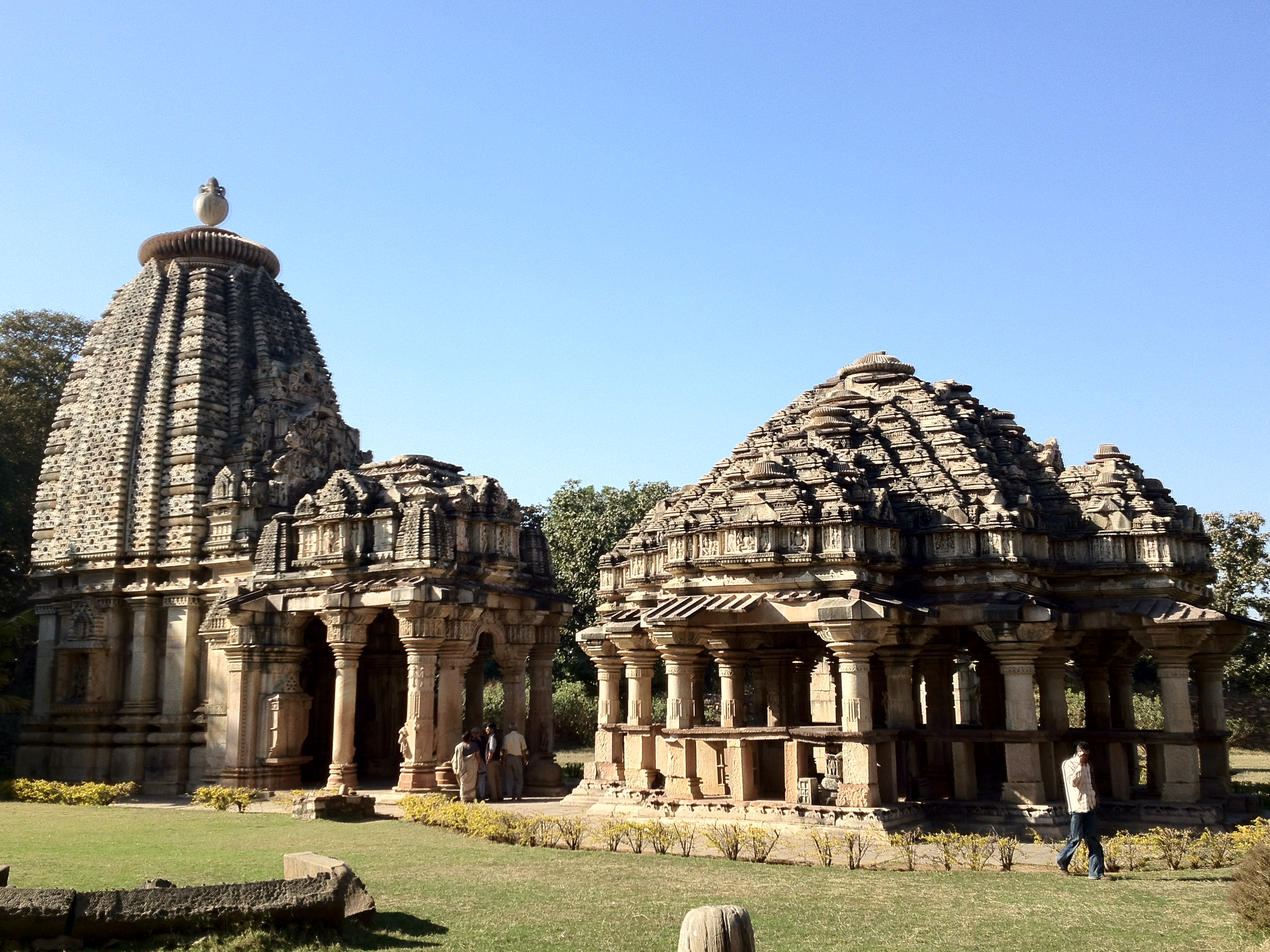
Ghateshwara-Mahadeva-Tempel

Die Baroli-Tempel oder Badoli-Tempel sind eine Gruppe von einem größeren und drei mittelgroßen Hindu-Tempeln sowie mehreren kleineren Schreinen im Süden des indischen Bundesstaats Rajasthan. Die Tempel werden nicht mehr zu Kultzwecken genutzt, sondern stehen unter der Obhut des Archaeological Survey of India.

## Lage
Die Baroli-Tempel befinden sich in einem Wäldchen in der Nähe des Dorfes Baroli ca. 50 km (Fahrtstrecke) südwestlich der Millionenstadt Kota in einer Höhe von ca. 310 m ü. d. M.; der Fluss Chambal fließt ca. 1 km westlich an der Tempelstätte vorbei. Diese ist mit Bussen oder Taxis gut zu erreichen, da sie unmittelbar neben der N33 liegt. Ein weiterer Tempel steht ca. 1 km vom Hauptplatz entfernt.

## Geschichte
Über die Auftraggeber des von einer Mauer eingefassten Tempelkomplexes und seine genaue zeitliche Einordnung besteht Unklarheit – sie werden zumeist den Gurjara-Pratihara-Herrschern zugerechnet und ins 9. bis 11. Jahrhundert datiert.

## Architektur
Ghateshwara-Mahadeva-Tempel
Der dem Gott Shiva geweihte Ghateshwara-Mahadeva-Tempel ist der größte und bedeutendste Tempel der Gruppe. Er besteht aus einer seitlich offenen säulengestützten Vorhalle (mukhamandapa), deren mehrfach gestuftes Pyramidendachin den Ecken von vier Shikhara-Türmchen begleitet wird; dazwischen befinden sich Götterstatuen mit „Schönen Mädchen“ (surasundaris) als Begleitfiguren. Die von einem hohen Shikhara-Turm mit amalaka-Ringstein und kalasha-Vase überhöhte Cella (garbhagriha) beinhaltet einen von einer yoni eingefassten Shiva-Lingam. Das Innere der Cella ist weitgehend schmucklos, hat aber eine geöffnete Lotosblüte als Deckendekor. Ein steinerner Nandi-Bulle liegt im Übergang von der Vorhalle zur Cella.
Vor dem Tempel befindet sich eine nach allen Seiten offene zweigeschossige Vorhalle mit mehrstufigem und reich gegliedertem Pyramidendach, die als Tanzhalle (rangamandapa) gedeutet wird.
Shiva-Tempel

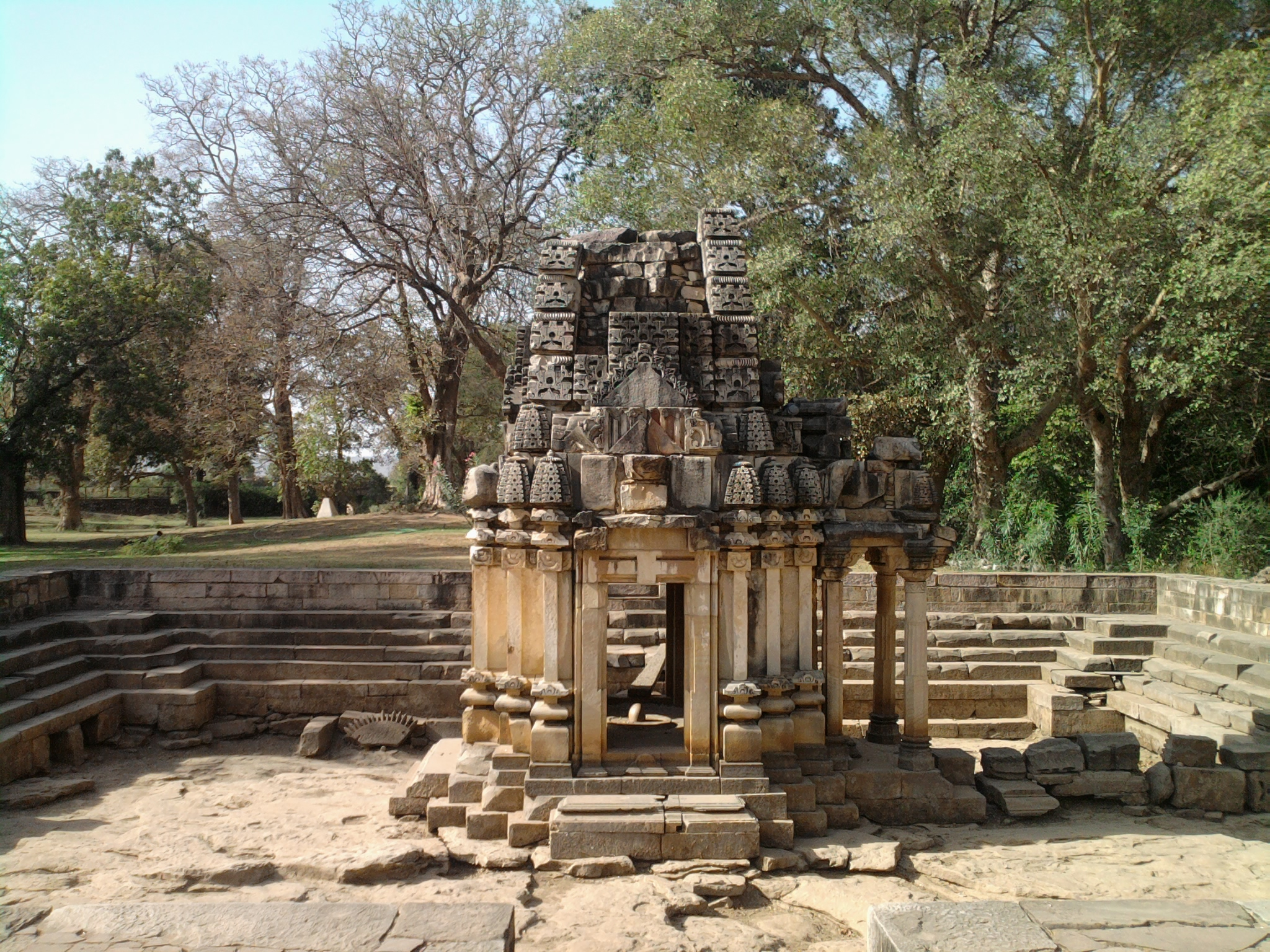
Shiva-Tempel mit Tempelteich

Ein weiterer Shiva-Schrein befindet sich inmitten eines im Boden eingelassenen und allseitig mit Treppenstufen (ghats) eingefassten Tempelteichs (kund), der in der Monsunzeit mit Wasser volllief, so dass der kleine Lingam im Inneren des Tempels zeitweise überflutet war. Das teilweise zerstörte Dach des Tempels zeigt eine reiche Gliederung – die kleinen Shikhara-Begleittürmchen sind mit amalaka- Ringsteinen bekrönt; einige tragen noch kleine kalasha-Krüge als Aufsatz. Der eigentliche Tempel war über einen schmalen Steg aus behauenen Steinblöcken zu erreichen.
Vamanavatar-Tempel
Der Vamanavatar-Tempel, dessen Dachaufsatz komplett zerstört ist, zeigt im Innern eine beschädigte Skulptur von Vamana, der zwergenhaften Erscheinungsform des Gottes Vishnu.
Trimurti-Tempel
Der gut erhaltene Trimurti-Tempel zeigt im Inneren ein größtenteils zerstörtes Wandrelief mit den Köpfen von Brahma, Shiva und Vishnu. Nach anderer Deutung handelt es sich jedoch um Shiva in seinen drei Aspekten.

## Skulpturen
Die Steinbildnisse im gesamten Tempelkomplex zeugen von kunsthandwerklicher Meisterschaft. Einige wurde – wahrscheinlich bei muslimischen Übergriffen – zerstört.

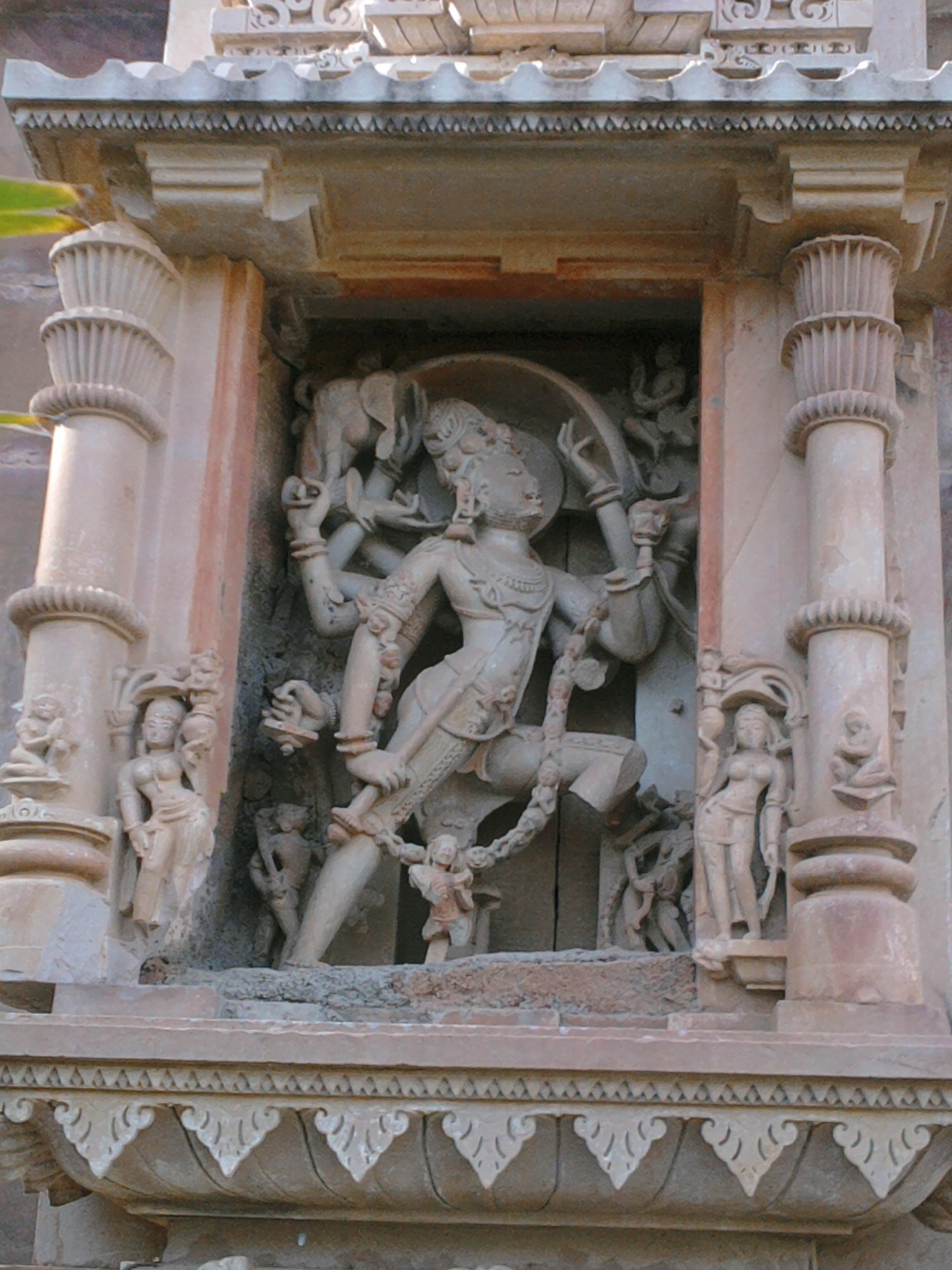
Shiva als Töter des Elefantendämons (gajasurasamhara)
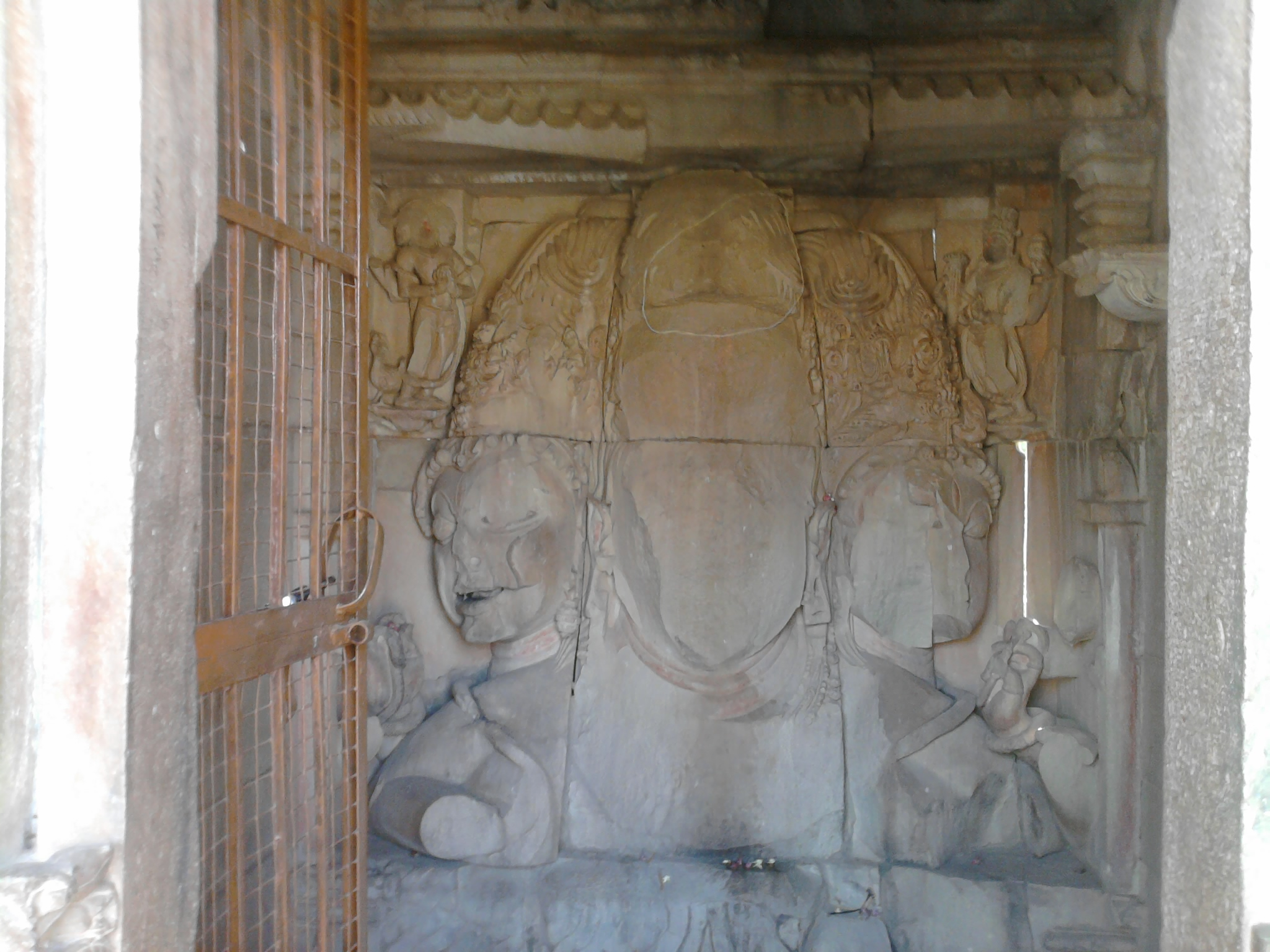
Trimurti
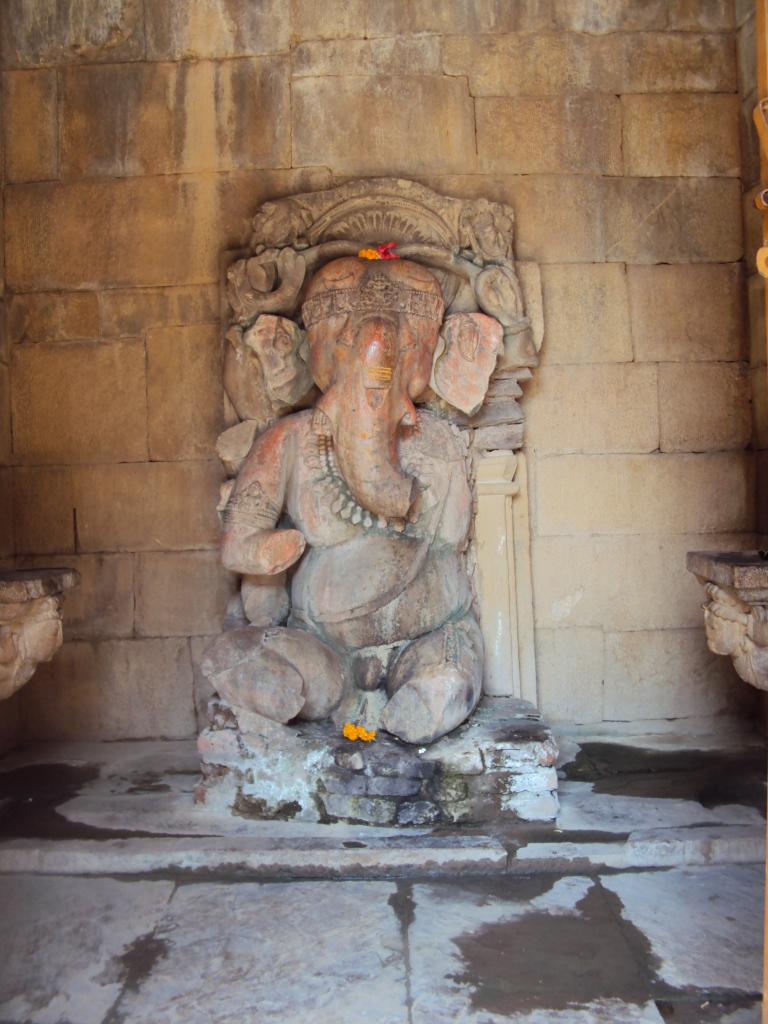
Ganesh